# Cerastis rubricosa
Cerastis rubricosa je vrsta noćnog leptira (moljca) iz porodice sovica, Noctuidae.

## Biologija i ekologija vrste[2]
Vrsta Cerastis rubricosa beležena je širom Evrope i u umerenim područjima Azije. Staništa su nespecifična, pa se sreće u mnogim podtipovima šumskih, ali i močvarnim, livadskim, suburbanim staništima i slično, do 2000 metara nadmorske visine. Polifagna je na zeljastim biljkama kao što su: obični dragušac (Senecio vulgaris), različite broćike (Galium sp.), Luzula sp., i drugo. Adulti su prolećni letači, prisutni od marta do maja. Gusenice se najčešće sreće u junu i julu, mada toplijih godina taj opseg može uključivati i maj. Gusenice su nokturnalne, što znači da se hrane noću a tokom dana kriju od predatora, među vegetacijom.

### Razvojni stadijumi[3]
Jaja su zaobljeno kupasta, beličasta i sa brojnim usecima. Tek izlegle gusenice imaju sluzav, poluprovidan integument i istaknute crne papilozne osnove seta. Na polovini razvojnog puta, gusenice dobijaju karakteristične subdorzalne markacije: svaki segment nosi tamno okruglo polje sa belom tačkom u centru. Lateralna subspirakularna linija je bela i široka, a subddorzalne i mediodorzalne linije takođe bele, u ranijim stupnjevima pune, a kod zrelih gusenica isprekidane. Osnovna boja gusenicca je crvenkasto mrka, ali se u zavisnosti od ishrane sreću i veoma bledi i slabo markirani primerci. Gusenica prolazi i kroz prepupalnu modifikaciju u vidu bleđenja. Krupne su i glatke. Lutka je zdepasta, glatka i tamno smeđa. Adult hibernira pre eklozije, potpuno razvijen ali i dalje unutar zaštitne strukture lutke.

### Adult
Raspon krila je od 30 do 40mm. Prednja krila su veoma uniformna, crvenkasto smeđa, sa parom svetlijih mrlja koje su veoma često neupadljive. Zbog polifagije i širokog rasprostranjenja, opisano je više formi. U proleće se sreću sa prvim toplijim danima, a privlači ih nektar.